# لواء آبی ساده
لواء آبی ساده، به مغولی لواء شولون‌خوخ (به مغولی: ᠰᠢᠯᠤᠭᠤᠨ ᠬᠥᠬᠡ ᠬᠣᠰᠢᠭᠤ، به لاتین: Siluɣun Köke qosiɣu، معادل سیریلیک: Шулуун хөх хошуу)، و یا به چینی لواء ژِنگ‌لان (به چینی: 正蓝旗، به پین‌یین: Zhènglán Qí) یک واحد تقسیماتی در جمهوری خلق چین است که در مغولستان داخلی، آیماق شیلین‌گول واقع شده‌است.
نام این واحد تقسیماتی، اشاره به رنگ و شمایل لواء/پرچم یکی از تیپ‌های هشتگانهٔ ارتش دودمان چینگ دارد.